# Lance E. Nichols
Lance E. Nichols (nacido el 13 de julio de 1955) es un actor estadounidense mejor conocido por interpretar al dentista Larry Williams en Treme.

## Primeros años y educación
Originario de Nueva Orleans, Luisiana, Nichols se graduó de la escuela secundaria autónoma McDonogh 35 College Preparatory Charter y de la Universidad de Nueva Orleans.

## Carrera
Nichols también es conocido por sus papeles en El curioso caso de Benjamin Button y House of Cards y es una presencia frecuente en películas que se hicieron en la ciudad. En 2012 apareció como un personaje similar a su personaje de Treme, y también llamado "Larry", en un comercial de Chase Bank que también presentaba a Drew Brees y su familia y que fue transmitido durante la transmisión del Super Bowl XLVI. De 2015 a 2019, protagonizó la serie dramática de artes marciales Into the Badlands, como un personaje secundario llamado The River King.

## Filmografía

### Películas
| Año  | Título                                           | Papel                            |
| ---- | ------------------------------------------------ | -------------------------------- |
| 1987 | Proyecto X                                       | Hamer                            |
| 1987 | Cold Steel                                       | Otro policía                     |
| 1990 | Side Out                                         | Taxi Driver                      |
| 1991 | Convicts                                         | Sherman Edwards                  |
| 1995 | Serial Killer                                    | Doctor                           |
| 1998 | Snake Eyes                                       | Policía #3                       |
| 2001 | K-Pax                                            | David Patel                      |
| 2001 | Frailty                                          | Agente del FBI #4                |
| 2003 | Runaway Jury                                     | Agente Shield                    |
| 2008 | A Good Man Is Hard to Find                       | Deacon Smith                     |
| 2008 | American Violet                                  | Mr. Moss                         |
| 2008 | El curioso caso de Benjamin Button               | Predicador                       |
| 2009 | I Love You Phillip Morris                        | Houston Judge                    |
| 2009 | Night of the Demons                              | Sargento Dawson                  |
| 2009 | Bad Lieutenant: Port of Call New Orleans         | Jeremiah Goodhusband             |
| 2009 | Hurricane Season                                 | Pastor                           |
| 2010 | Welcome to the Rileys                            | Hamilton "Ham" Watkins           |
| 2010 | La última canción                                | Pastor Harris                    |
| 2010 | The Chameleon                                    | Médico del FBI                   |
| 2010 | Mirrors 2                                        | Detective Huston                 |
| 2010 | Knucklehead                                      | Papá de Milton                   |
| 2010 | The Jack of Spades                               | Fred                             |
| 2011 | The Mechanic                                     | Henry                            |
| 2011 | Where I Begin                                    | Patrick                          |
| 2011 | The Mortician                                    | Augie                            |
| 2011 | Never Back Down 2                                | Agente Oficial                   |
| 2011 | Flood Streets                                    | Cedric                           |
| 2011 | Dark Blue                                        | Teniente Harris                  |
| 2011 | Linterna Verde                                   | Policía                          |
| 2011 | Brawler                                          | Teniente McSweeney               |
| 2011 | Inside Out                                       | Recaudador de impuestos #3       |
| 2011 | Creature                                         | Anciano                          |
| 2011 | Jeff, Who Lives at Home                          | Anciano / Teléfono (O.S.)        |
| 2011 | October Baby                                     | Dr. Stewart                      |
| 2011 | Storm War                                        | Senador Aldrich                  |
| 2011 | Snatched                                         | Spud                             |
| 2012 | Contrabando                                      | Agente de CBP                    |
| 2012 | Another Dirty Movie                              | Buck                             |
| 2012 | Stash House                                      | Priest                           |
| 2012 | Fish Story: The Curse of Mocatawbi Pond          | Wormy Angler                     |
| 2012 | Hell and Mr. Fudge                               | Arnold                           |
| 2012 | The Campaign                                     | Alcalde de Denning               |
| 2013 | Straight A's                                     | Dr. Carr                         |
| 2013 | Hermosas criaturas                               | Alcalde Snow                     |
| 2013 | The Haunting in Connecticut 2: Ghosts of Georgia | Pastor Wells                     |
| 2013 | Samuel Bleak                                     | Lester                           |
| 2013 | Susie's Hope                                     | Juez Randolph                    |
| 2013 | Fractured                                        | Dr. Edwards                      |
| 2013 | Homefront                                        | Agente senior de la DEA Ronnie   |
| 2014 | Elsa & Fred                                      | Maitre D'                        |
| 2014 | 13 Sins                                          | Capitán de policía               |
| 2014 | Moms' Night Out                                  | Ronald                           |
| 2014 | American Heist                                   | Jefe de taller de automóviles    |
| 2014 | La ciudad que teme al ocaso                      | Alcalde de Arkansas Holdridge    |
| 2014 | Left Behind                                      | Pastor Bruce Barnes              |
| 2015 | A Sort of Homecoming                             | Hal                              |
| 2015 | The Livingston Gardener                          | Obispo guardián Wells            |
| 2015 | June                                             | Dr. Wynstrom                     |
| 2015 | I Am Potential                                   | Charles                          |
| 2015 | 4 Fantásticos                                    | Alto funcionario de DC (Area 57) |
| 2015 | Shark Lake                                       | Sheriff Lewis Galloway           |
| 2015 | Navy Seals vs. Zombies                           | Senador Abrams                   |
| 2015 | Woodlawn                                         | Junior                           |
| 2015 | Heist                                            | Capitán Michaels                 |
| 2016 | Here Comes Rusty                                 | Keith                            |
| 2016 | Somnia: Antes de despertar                       | Detective                        |
| 2016 | Race to Win                                      | Dr. Sanders                      |
| 2016 | The Perfect Weapon                               | Político                         |
| 2016 | Believe                                          | Alcalde Harris                   |
| 2017 | Camera Obscura                                   | Teniente Vincent                 |
| 2017 | County Line                                      | "Doc" Bronson                    |
| 2018 | Assassination Nation                             | Agente del FBI Richard Vernon    |
| 2018 | Black Water                                      | Buchanan                         |
| 2018 | The Domestics                                    | Winston                          |
| 2018 | All Styles                                       | Yonas                            |
| 2018 | Mara                                             | McCarthy                         |
| 2019 | Bayou Tales                                      | Hammel                           |
| 2019 | Above Suspicion                                  | Agente Baumgarten                |
| 2019 | Christmas on the Range                           | Gus                              |
| 2019 | Semper Fi                                        | Balfour                          |
| 2020 | Body Cam                                         | Pastor Thomas Jackson            |
| 2021 | Palmer                                           | Sibs                             |
| 2021 | Heart of Champions                               | Presidente Harris                |
| 2021 | Dark Well                                        | Agente del FBI Rogers            |
| 2022 | The Contrast                                     | Sr. Van Rough                    |
| 2022 | Bruh-Bruh                                        | Pastor Jeremiah McKnight         |
| 2023 | American Outlaws                                 | Willy Spencer                    |
| 2023 | The Burial                                       | Juez Graves                      |

### Televisión
| Año        | Título                                       | Papel                             | Notes                                            |
| ---------- | -------------------------------------------- | --------------------------------- | ------------------------------------------------ |
| 1983       | Gimme a Break!                               | Vampiro                           | Episodio: "The Return of the Doo-Wop Girls"      |
| 1985       | The Twilight Zone                            | Cabbie                            | Episodio: "Dead Woman's Shoes"                   |
| 1986       | Amazing Stories                              | Guardia #2                        | Episodio: "You Gotta Believe Me"                 |
| 1987       | Cheers                                       | Bailiff                           | Episodio: "Chambers vs. Malone"                  |
| 1988       | L.A. Law                                     | Clerk                             | Episodio: "Belle of the Bald"                    |
| 1989       | Full Exposure: The Sex Tapes Scandal         | Hollis Strother                   | Películas de televisión                          |
| 1989       | La familia Hogan                             | Orderly                           | Episodio: "Slapshot"                             |
| 1990       | Alien Nation                                 | Repartidor                        | Episodio: "Gimme, Gimme"                         |
| 1990       | Murder, She Wrote                            | Policía                           | Episodio: "Trials and Tribulations"              |
| 1990       | The Great Los Angeles Earthquake             | Paramédico                        | Películas de televisión                          |
| 1990       | Gabriel's Fire                               | Sargento Glad                     | Episodio: "The Wind Rancher"                     |
| 1992       | Matlock                                      | Reportero / Stu                   | 2 episodios                                      |
| 1992, 1994 | Renegade                                     | Guardia de seguridad / Diputado   | 2 episodios                                      |
| 1993       | Tainted Blood                                | Trabajador social                 | Películas de televisión                          |
| 1994       | Accidental Meeting                           | Chico de la agencia de publicidad | Películas de televisión                          |
| 1994       | Sisters                                      | Oficial Sadowski                  | Episodio: "Paradise Lost"                        |
| 1995       | As Good as Dead                              | Oficial de policía                | Películas de televisión                          |
| 1995       | Martin                                       | Pa Duke                           | Episodio: "Cole on Ice"                          |
| 1995       | The Fresh Prince of Bel-Air                  | Productor                         | Episodio: "There's the Rub: Part 2"              |
| 1995       | Step by Step                                 | Mr. Dickens                       | Episodio: "The Fight Before Christmas"           |
| 1996       | Picket Fences                                | Protestador #2                    | Episodio: "Dante's Inferno"                      |
| 1996       | 3rd Rock from the Sun                        | Vendedor de seguridad             | Episodio: "Assault with a Deadly Dick"           |
| 1996       | Minor Adjustments                            | Sr. Chase                         | Episodio: "A Christmas Story"                    |
| 1996       | Diagnosis: Murder                            | Ladrón de coches                  | 2 episodios                                      |
| 1996       | NewsRadio                                    | George                            | Episodio: "Daydream"                             |
| 1997       | Home Invasion                                | Dr. Royce                         | Películas de televisión                          |
| 1997       | Tracey Takes On...                           | Manager                           | Episodio: "Mothers"                              |
| 1997       | Everybody Loves Raymond                      | Mack                              | Episodio: "Neighbors"                            |
| 1997       | A Match Made in Heaven                       | Mort Paulson                      | Películas de televisión                          |
| 1997       | Loco por ti                                  | Dr. Eckstein                      | 2 episodios                                      |
| 1997       | The Jamie Foxx Show                          | Lamonte Lassacier                 | Episodio: "Do the Write Thing"                   |
| 1997       | Nick Freno: Licensed Teacher                 | Sr. Morrison                      | Episodio: "Dr. Love"                             |
| 1997       | The Steve Harvey Show                        | Hombre en Traje de Pollo          | Episodio: "I'm Not a Chauvinist, Piggy"          |
| 1997       | Smart Guy                                    | Larry                             | Episodio: "T.J. versus the Machine"              |
| 1998       | Last Rites                                   | Agente del FBI #2                 | Películas de televisión                          |
| 1998, 2000 | NYPD Blue                                    | Conductor de autobús / Coley      | 2 episodios                                      |
| 1999       | Any Day Now                                  | Hombre                            | Episodio: "A Parent's Job"                       |
| 1999, 2000 | Beyond Belief: Fact or Fiction               | Oficial Shields                   | 2 episodios                                      |
| 2000       | 100 Deeds for Eddie McDowd                   | Mark                              | Episodio: "False Hero"                           |
| 2000       | The Practice                                 | Oficial de sala de pruebas        | Episodio: "Death Penalties"                      |
| 2000       | Something to Sing About                      | Concejal                          | Películas de televisión                          |
| 2000       | How to Marry a Billionaire: A Christmas Tale | Director Jones                    | Películas de televisión                          |
| 2001       | 18 Wheels of Justice                         | Doctor                            | Episodio: "The Game"                             |
| 2001       | The Drew Carey Show                          | Warren                            | Episodio: "Eat Drink Drew Woman"                 |
| 2002       | El hombre invisible                          | El alcalde                        | Episodio: "Mere Mortals"                         |
| 2002       | Touched by an Angel                          | Ministro Russell                  | Episodio: "Ship-in-a-Bottle"                     |
| 2002       | Firestarter 2: Rekindled                     | Examinador médico                 | 2 episodios                                      |
| 2002       | The Shield                                   | Gene                              | Episodio: "Pay in Pain"                          |
| 2002       | The Parkers                                  | Chico #1                          | Episodio: "The Dates from Hell"                  |
| 2003       | Buffy the Vampire Slayer                     | Hombre de mediana edad            | Episodio: "Touched"                              |
| 2003       | El ala oeste de la Casa Blanca               | Jay                               | Episodio: "Veinticinco"                          |
| 2004       | The Brooke Ellison Story                     | Oficial de play-off               | Películas de televisión                          |
| 2005       | Oil Storm                                    | Frank Milner                      | Películas de televisión                          |
| 2005       | Half & Half                                  | Guardia                           | Episodio: "The Big How to Do & Undo It episodio" |
| 2005       | Snow Wonder                                  | Boudreaux                         | Películas de televisión                          |
| 2005       | Desperate Housewives                         | Ministro                          | Episodio: "The Sun Won't Set"                    |
| 2005       | Charmed                                      | Joe                               | Episodio: "Hulkus Pocus"                         |
| 2006       | In Justice                                   | Hombre sabio #1                   | Episodio: "Cost of Freedom"                      |
| 2006       | ER                                           | Detective Barnes                  | 2 episodios                                      |
| 2006       | The Loop                                     | Teniente general #1               | Episodio: "Jack Air"                             |
| 2006       | Standoff                                     | Henry Bremner                     | Episodio: "Heroine"                              |
| 2007       | Girl, Positive                               | Dr. Crane                         | Películas de televisión                          |
| 2007       | Big Shots                                    | Miembro de la Junta #2            | Episodio: "Pilot"                                |
| 2008       | Racing for Time                              | Keith Simons                      | Películas de televisión                          |
| 2008       | Living Proof                                 | Dr. Brown                         | Películas de televisión                          |
| 2010       | The Wronged Man                              | Juez Pifer                        | Películas de televisión                          |
| 2010–2013  | Treme                                        | Larry Williams                    | 29 episodios                                     |
| 2011       | Swamp Shark                                  | Simon                             | Películas de televisión                          |
| 2011       | Memphis Beat                                 | Hank Miller                       | Episodio: "Lost"                                 |
| 2011       | Hound Dogs                                   | Big Club G.M.                     | Películas de televisión                          |
| 2013       | American Horror Story: Coven                 | Detective Sanchez                 | Episodio: "Boy Parts"                            |
| 2013, 2016 | House of Cards                               | Gene Clancy                       | 2 episodios                                      |
| 2015       | NCIS: New Orleans                            | Detective Mack Garrity            | Episodio: "The List"                             |
| 2015–2018  | Into the Badlands                            | River King                        | 4 episodios                                      |
| 2016       | Arceneaux: Melpomene's Song                  | Lonnie Arceneaux                  | Películas de televisión                          |
| 2017       | Shepherd                                     | Padre Joseph                      | Películas de televisión                          |
| 2017       | Family of Lies                               | Detective Whitaker                | Películas de televisión                          |
| 2017, 2019 | The Chosen                                   | Sol                               | 2 episodios                                      |
| 2018       | The Purge                                    | Otis                              | Episodio: "Take What's Yours"                    |
| 2018       | BFA New Orleans                              | Dean Benjamin Morgan              | Películas de televisión                          |
| 2019–2021  | Queen of the South                           | Lucien                            | 4 episodios                                      |
| 2020       | First Christmas                              | Eugene                            | Películas de televisión                          |
| 2021       | Maternally Yours                             | Joseph Roberts                    | Películas de televisión                          |